# User-Managed Access
El User-Managed Access, también conocida como UMA, es un protocolo para la administración de acceso basado en la web. Este protocolo está definido por un proyecto específico ahora en la versión 1.0. Una especificación correspondiente define las obligaciones de las personas legalmente responsables de una empresa para interactuar de acuerdo a lo específico UMA. La iniciativa liderada por la Kantara Initiative, tiene como objetivo presentar el desarrollo de estándar web como UMA.
Como parte de los impactos UMA se analizan diferentes:
1. En primer lugar, se parte de la observación de que el consenso es un medio débil e incapaz de ejercer la verificación del usuario en el intercambio de información sensible.
2. En segundo lugar, se supone que la gestión de los datos compartidos conexiones entre un server y un solo client a la vez, es poco adecuado para la operación de la Internet.
3. En tercer lugar, otro aspecto importante es marcado por el hecho de que la potenciación individual y la política de mejora que requiere el control y visibilidad de la información compartida con una variedad de clientes, no sólo en aplicaciones que los usos individuales.

Como resultado de ello, la definición de la UMA se centra en la identificación de cómo el usuario puede hacer uso de una aplicación web llamada el administrador de autorización (AA en español AM en inglés) para coordinar la protección y la puesta en común de recursos web que están bajo su control. Recursos Web pueden residir en cualquier número de server, que define UMA: calls hosts. Las partes que necesitan tener acceso a la información - los dos últimos se pueden incluir a la persona que proporcionó la autorización inicial, sino también otras personas u organizaciones - pueden acceder a recursos protegidos por las aplicaciones client llamadas requester, el acceso es sin embargo condicionada al cumplimiento de las políticas de autorización del usuario que se llevan a cabo por el administrador de autorización.